# Larry Doby
Lawrence Eugene Doby (Camden, 13 dicembre 1923 – Montclair, 18 giugno 2003) è stato un giocatore di baseball e allenatore di baseball statunitense di ruolo esterno nella Major League Baseball (MLB). È stato introdotto nella National Baseball Hall of Fame nel 1998.

## Carriera
Doby fu il secondo giocatore ad abbattere la barriera razziale nella MLB dopo Jackie Robinson. All'età di 17 anni iniziò a giocare nel baseball professionistico con i Newark Eagles delle Negro League come seconda base. Dopo avere servito nella Marina nella seconda guerra mondiale, nel 1946 fece ritorno al baseball e, assieme al compagno Monte Irvin, guidò gli Eagles alla vittoria delle Negro League World Series.
Nel luglio 1947, Doby si unì a Jackie Robinson come secondo afroamericano nella MLB e il primo della American League (AL) quando firmò un contratto per giocare con i Cleveland Indians di Bill Veeck . Doby fu il primo giocatore a passare direttamente dalle Negro league alle leghe maggiori. Convocato per sette All-Star Game, Doby e il compagno di squadra Satchel Paige furono i primi afroamericani a vincere le World Series, quando vi riuscirono con gli Indians nel 1948. Con Cleveland, Doby raggiunse un record di franchigia di 111 vittorie e il pennant della AL nel 1954, finendo secondo nel premio di MVP dell'American League e guidando la lega in punti battuti a casa e fuoricampo. Giocò anche con Chicago White Sox, Detroit Tigers e Chunichi Dragons in Giappone prima del ritiro come giocatore nel 1962.
Doby in seguito fu anche il secondo manager di colore della MLB, quando allenò i Chicago White Sox nel 1978. Fu anche un dirigente dei New Jersey Nets della National Basketball Association (NBA).

## Palmarès

### Club
- World Series: 1

Cleveland Indians: 1948

### Individuale
- MLB All-Star: 7

1949-1955
- Leader dell'American League in fuoricampo: 2

1952, 1954
- Leader dell'American League in punti battuti a casa: 1

1954
- Numero 14 ritirato dai Cleveland Indians